# Plavi mlaz
Plavi mlaz (engl. blue jet)  vrsta je pražnjenja oblaka, koja za razliku od crvenih vilenjaka izlazi s vrha oblaka kumulonimbusa, za vrijeme grmljavinske oluje, u obliku uskog stožca. Pruža se sve do nižih ionosferskih slojeva na visini 40 do 50 km iznad zemlje. Dok je pojava crvenih vilenjaka u svezi s visokonaponskim munjama, plavi mlaz je više u svezi s pojavom jakih tuča (krupa, gradova) za vrijeme grmljavinskih oluja. Osim toga, plavi mlaz je puno sjajniji od crvenog vilenjaka. Za plavu boju se smatra da potječe od emisije svjetla neutralnog ili ioniziranog dušika. Prvi snimak je zabilježen 21. listopada 1989. godine s letjelice Space Shuttle kada je prolazila iznad Australije. Plavi mlaz se puno rjeđe javlja nego crveni vilenjak; do 2007. godine je zabilježeno tek stotinjak slika, uglavnom sa Sveučilista Aljaska. 

### Plavi početnik
Plavi početnik , engl. (blue starter)  je slična pojava kao plavi mlaz, ali se on diže samo do 20 km iznad tla.

### Divovski plavi mlaz
Divovski plavi mlaz  (engl. gigantic jet)  je prvi put snimila 14 rujna. 2001. godine zvjezdarnica Arecibo, dvostruko više nego je prije zabilježeno za plavi mlaz, dostižući do 70 km iznad tla. Snimljen je za vrijeme oluje iznad oceana i trajao je jednu sekundu. Još su snimljeni 22. srpnja 2002. godine iznad Južnog kineskog mora, što je zapisano u časopisu Nature. Divovski plavi mlaz je trajao skoro sekundu i sličio je na veliko drvo.

## Vanjske poveznice
- Galerija plavih mlazeva i crvenih vilenjaka  Arhivirana inačica izvorne stranice od 20. ožujka 2011. (Wayback Machine)